# Artysta

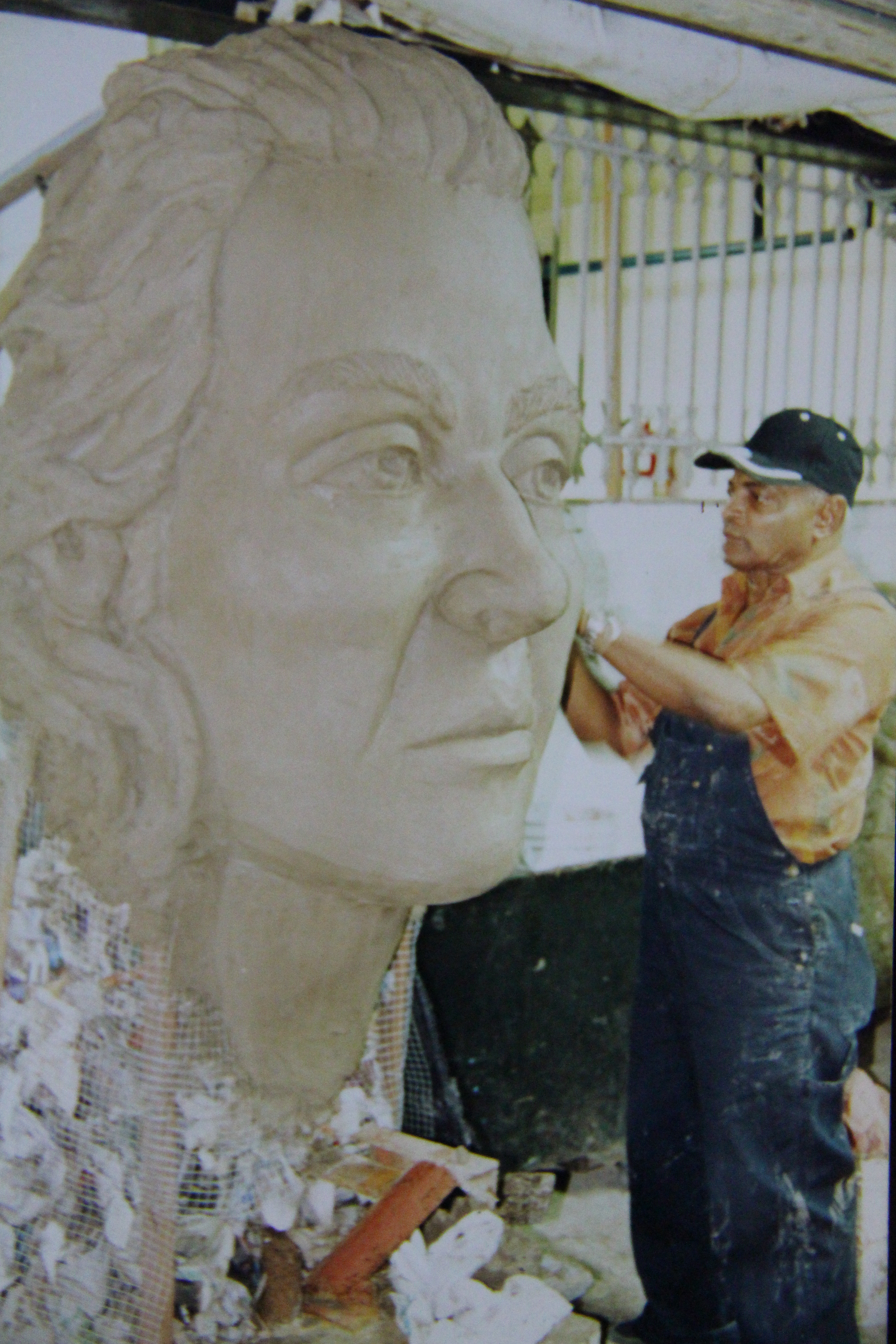
Rzeźbiarz podczas pracy nad dziełem

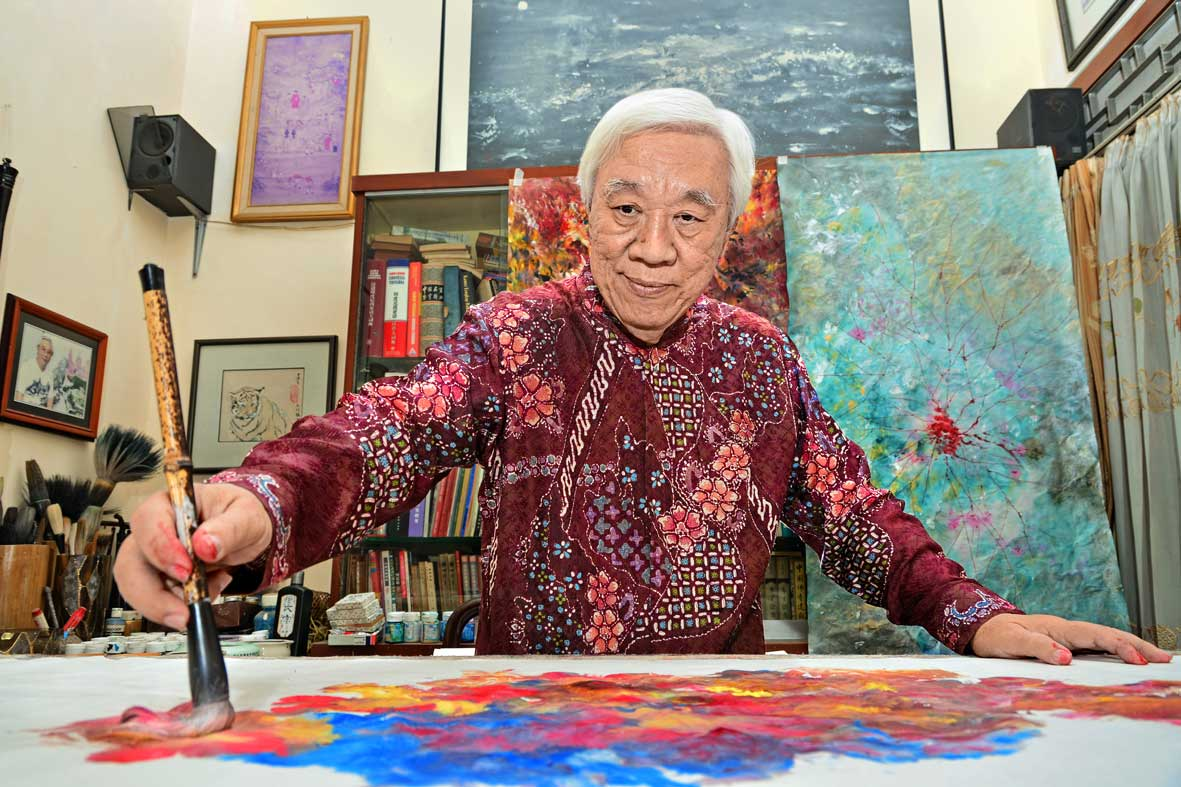
Malarz podczas tworzenia obrazu

Artysta (łac. ars dpn. artis sztuka) – osoba tworząca (wykonująca) przedmioty materialne lub utwory niematerialne, mające cechy dzieła sztuki.
Artysta – twórca tym różni się od rzemieślnika – odtwórcy, że swoje dzieła tworzy na podstawie własnej koncepcji, nadając im niepowtarzalny charakter. Dzięki temu dzieła znanych artystów rozpoznawane są bez potrzeby oglądania ich sygnatur. Artyści mogą jednak tworzyć, opierając się na konwencjach stylistycznych (np. konwencjach literackich), nadających ich dziełom cechy wspólne, pozwalających je zaklasyfikować np. do danego stylu, nurtu artystycznego czy epoki.
Granica między rzemiosłem a sztuką  (a więc też między artystą a rzemieślnikiem) jest nieostra, o czym świadczą choćby terminy „rzemiosło artystyczne” czy „sztuka użytkowa”.
Artystą może być każdy, bez względu na stopień profesjonalizmu w uprawianiu jakiejkolwiek sztuki. W zależności od rodzaju uprawianej twórczości, bez względu na to, czy jest ona wykonywana zawodowo czy nie, artysta będzie nosił nazwę związaną ze swoją specjalnością, np. artysta plastyk, artysta muzyk.
Artysta może działać w jednej lub kilku dziedzinach, z których tylko niektóre podane są poniżej:
- architektura
- architektura wnętrz
- architektura krajobrazu
- film
- fotografia
- gry komputerowe / wideo[1]
- grafika
- komiks
- literatura
- malarstwo
- muzyka
- pantomima
- performance
- rzeźba
- metaloplastyka
- sztuka Internetu (net art)
- sztuka ulicy
- sztuka użytkowa np. biżuteria, ceramika, meblarstwo, tkactwo
- tatuaż
- teatr
- wideo
- wzornictwo przemysłowe (design)

- złotnictwo